# Interlands Italiaans voetbalelftal 1920-1929

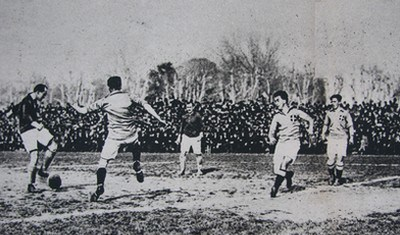
Frankrijk – Italië
20 februari 1931

Deze pagina toont een chronologisch en gedetailleerd overzicht van de interlands die het Italiaans voetbalelftal heeft gespeeld in de periode 1920 – 1929.

## Interlands

### 1920
|                                                                        | |       |                                                        |                                                                                   |
| 18 januari Vriendschappelijk № 20 «onderlinge duels» 15:00 uur (UTC+1) | Italië | 9 – 4 | Frankrijk                                              | Velodromo Sempione, Milaan Toeschouwers: 4.000 Scheidsrechter: John Forster (SUI) |
| 18 januari Vriendschappelijk № 20 «onderlinge duels» 15:00 uur (UTC+1) | Luigi Cevenini 18', 19' Ermanno Aebi 18', 70', 62' Guglielmo Brezzi 38', 52' Carlo Carcano 72' Guglielmo Brezzi 84' |       | 24' Paul Nicolas 28', 44' Henri Bard 87' Raymond Dubly | Velodromo Sempione, Milaan Toeschouwers: 4.000 Scheidsrechter: John Forster (SUI) |

|                                                                  |                                                    |       |        |                                                                                    |
| 28 maart Vriendschappelijk № 21 «onderlinge duels» 15:00 (UTC+1) | Zwitserland                                        | 3 – 0 | Italië | Sportplatz Kirchenfeld, Bern Toeschouwers: 8.000 Scheidsrechter: Job Mutters (NED) |
| 28 maart Vriendschappelijk № 21 «onderlinge duels» 15:00 (UTC+1) | Oskar Merkt 11' Georges Kramer 59' Oskar Merkt 70' |       |        | Sportplatz Kirchenfeld, Bern Toeschouwers: 8.000 Scheidsrechter: Job Mutters (NED) |

|                                                                    |                  |       |                |                                                                                |
| 13 mei Vriendschappelijk № 22 «onderlinge duels» 15:30 uur (UTC+1) | Italië           | 1 – 1 | Nederland      | Stadio Comunale, Genua Toeschouwers: 11.000 Scheidsrechter: Eugène Stutz (SUI) |
| 13 mei Vriendschappelijk № 22 «onderlinge duels» 15:30 uur (UTC+1) | Enrico Sardi 88' |       | 42' Dé Kessler | Stadio Comunale, Genua Toeschouwers: 11.000 Scheidsrechter: Eugène Stutz (SUI) |

| Olympische Spelen 1920 |
| ---------------------- |

|                                                                                      |                |       |                                            |                                                                                    |
| 28 augustus Olympische Spelen Eerste ronde № 23 «onderlinge duels» 15:30 uur (UTC+1) | Egypte         | 1 – 2 | Italië                                     | Jules Ottenstadion, Gentbrugge Toeschouwers: 2.000 Scheidsrechter: Paul Putz (BEL) |
| 28 augustus Olympische Spelen Eerste ronde № 23 «onderlinge duels» 15:30 uur (UTC+1) | Zaki Osman 30' |       | 25' Adolfo Baloncieri 57' Guglielmo Brezzi | Jules Ottenstadion, Gentbrugge Toeschouwers: 2.000 Scheidsrechter: Paul Putz (BEL) |

|                                                                                     |                                                |       |                      |                                                                                          |
| 29 augustus Olympische Spelen Kwartfinale № 24 «onderlinge duels» 15:30 uur (UTC+1) | Frankrijk                                      | 3 – 1 | Italië               | Olympisch Stadion, Antwerpen Toeschouwers: 10.000 Scheidsrechter: Henri Christophe (BEL) |
| 29 augustus Olympische Spelen Kwartfinale № 24 «onderlinge duels» 15:30 uur (UTC+1) | Jean Boyer 10' Paul Nicolas 14' Henri Bard 54' |       | 33' Guglielmo Brezzi | Olympisch Stadion, Antwerpen Toeschouwers: 10.000 Scheidsrechter: Henri Christophe (BEL) |

|                                                                                        |                                    |       |                   |                                                                                     |
| 31 augustus Olympische Spelen Troosttoernooi № 25 «onderlinge duels» 10:00 uur (UTC+1) | Italië                             | 2 – 1 | Noorwegen         | Olympisch Stadion, Antwerpen Toeschouwers: 500 Scheidsrechter: Louis Fourgous (FRA) |
| 31 augustus Olympische Spelen Troosttoernooi № 25 «onderlinge duels» 10:00 uur (UTC+1) | Enrico Sardi 46' Emilio Badini 96' |       | 41' Arne Andersen | Olympisch Stadion, Antwerpen Toeschouwers: 500 Scheidsrechter: Louis Fourgous (FRA) |

|                                                                                        |        |                         |        |                                                                                   |
| 2 september Olympische Spelen Troosttoernooi № 26 «onderlinge duels» 14:30 uur (UTC+1) | Italië | 0 – 2                   | Spanje | Olympisch Stadion, Antwerpen Toeschouwers: 10.000 Scheidsrechter: Paul Putz (BEL) |
| 2 september Olympische Spelen Troosttoernooi № 26 «onderlinge duels» 14:30 uur (UTC+1) |        | 43', 72' Félix Sesúmaga |        | Olympisch Stadion, Antwerpen Toeschouwers: 10.000 Scheidsrechter: Paul Putz (BEL) |

|  |  |  |  |  |  |  |  |  |

### 1921
|                                                                       |                   |       |                                              |                                                                                        |
| 20 februari Vriendschappelijk № 27 «onderlinge duels» 14:30 uur (UTC) | Frankrijk         | 1 – 2 | Italië                                       | Stade de l'Huveaune, Marseille Toeschouwers: 10.000 Scheidsrechter: John Forster (SUI) |
| 20 februari Vriendschappelijk № 27 «onderlinge duels» 14:30 uur (UTC) | Emilien Devic 22' |       | 53' Luigi Cevenini 63' Aristodemo Santamaria | Stade de l'Huveaune, Marseille Toeschouwers: 10.000 Scheidsrechter: John Forster (SUI) |

|                                                                  |                                          |       |                 |                                                                                            |
| 28 maart Vriendschappelijk № 28 «onderlinge duels» 15:00 (UTC+1) | Italië                                   | 2 – 1 | Zwitserland     | Campo di viale Lombardia, Milaan Toeschouwers: 12.000 Scheidsrechter: Marcel Slawick (FRA) |
| 28 maart Vriendschappelijk № 28 «onderlinge duels» 15:00 (UTC+1) | Enrico Migliavacca 5' Luigi Cevenini 58' |       | 14' Ugo Fontana | Campo di viale Lombardia, Milaan Toeschouwers: 12.000 Scheidsrechter: Marcel Slawick (FRA) |

|                                                                   |                                    |       |                                                                |                                                                                         |
| 5 mei Vriendschappelijk № 29 «onderlinge duels» 15:00 uur (UTC+1) | Italië                             | 2 – 3 | België                                                         | Olympisch Stadion, Antwerpen Toeschouwers: 12.000 Scheidsrechter: Edmond Gérardin (FRA) |
| 5 mei Vriendschappelijk № 29 «onderlinge duels» 15:00 uur (UTC+1) | Rik Larnoe 38' Mathieu Bragard 62' |       | 65' Enrico Migliavacca 80' Giuseppe Forlivesi 89' Pio Ferraris | Olympisch Stadion, Antwerpen Toeschouwers: 12.000 Scheidsrechter: Edmond Gérardin (FRA) |

|                                                                      |                                          |       |                                  |                                                                                                  |
| 8 mei Vriendschappelijk № 30 «onderlinge duels» 14:30 uur (UTC+0:20) | Italië                                   | 2 – 2 | Nederland                        | Het Nederlandsch Sportpark, Amsterdam Toeschouwers: 30.000 Scheidsrechter: Charles Barette (BEL) |
| 8 mei Vriendschappelijk № 30 «onderlinge duels» 14:30 uur (UTC+0:20) | Giuseppe Forlivesi 2' Luigi Cevenini 49' |       | 80' Jan van Gendt 84' Dé Kessler | Het Nederlandsch Sportpark, Amsterdam Toeschouwers: 30.000 Scheidsrechter: Charles Barette (BEL) |

|                                                                    |                  |       |                         |                                                                               |
| 6 november Vriendschappelijk № 31 «onderlinge duels» 15:00 (UTC+1) | Zwitserland      | 1 – 1 | Italië                  | Parc des Sports, Genève Toeschouwers: 12.000 Scheidsrechter: Hugo Meisl (AUT) |
| 6 november Vriendschappelijk № 31 «onderlinge duels» 15:00 (UTC+1) | Robert Pache 56' |       | 10' Giovanni Moscardini | Parc des Sports, Genève Toeschouwers: 12.000 Scheidsrechter: Hugo Meisl (AUT) |

### 1922
|                                                                        |                                                                       |       |                                            |                                                                                    |
| 15 januari Vriendschappelijk № 32 «onderlinge duels» 14:45 uur (UTC+1) | Italië                                                                | 3 – 3 | Oostenrijk                                 | Velodromo Sempione, Milaan Toeschouwers: 16.000 Scheidsrechter: John Forster (SUI) |
| 15 januari Vriendschappelijk № 32 «onderlinge duels» 14:45 uur (UTC+1) | Giovanni Moscardini 16', 46' Aristodemo Santamaria 26' Fritz Köck 65' |       | 20' (e.d.) Renzo De Vecchi 75' Franz Hansl | Velodromo Sempione, Milaan Toeschouwers: 16.000 Scheidsrechter: John Forster (SUI) |

|                                                                         |                       |       |                   |                                                                                |
| 26 februari Vriendschappelijk № 33 «onderlinge duels» 15:00 uur (UTC+1) | Italië                | 1 – 1 | Tsjecho-Slowakije | Motovelodromo, Turijn Toeschouwers: 15.000 Scheidsrechter: Marcel Slawik (FRA) |
| 26 februari Vriendschappelijk № 33 «onderlinge duels» 15:00 uur (UTC+1) | Adolfo Baloncieri 52' |       | 84' Antonín Janda | Motovelodromo, Turijn Toeschouwers: 15.000 Scheidsrechter: Marcel Slawik (FRA) |

|                                                                    |                                                                       |       |                                   |                                                                                         |
| 21 mei Vriendschappelijk № 34 «onderlinge duels» 15:00 uur (UTC+1) | Italië                                                                | 4 – 2 | België                            | Campo di Viale Lombardia, Milaan Toeschouwers: 16.000 Scheidsrechter: Job Mutters (NED) |
| 21 mei Vriendschappelijk № 34 «onderlinge duels» 15:00 uur (UTC+1) | Adolfo Baloncieri 42', 58' Giovanni Moscardini 56' Luigi Burlando 71' |       | 46' Rik Larnoe 88' Maurice Gillis | Campo di Viale Lombardia, Milaan Toeschouwers: 16.000 Scheidsrechter: Job Mutters (NED) |

|                                                                    |                                       |       |                                      |                                                                                      |
| 3 december Vriendschappelijk № 35 «onderlinge duels» 14:30 (UTC+1) | Italië                                | 2 – 2 | Zwitserland                          | Motovelodromo, Bologna Toeschouwers: 25.000 Scheidsrechter: Heinrich Retschury (AUT) |
| 3 december Vriendschappelijk № 35 «onderlinge duels» 14:30 (UTC+1) | Luigi Cevenini 10' Luigi Cevenini 30' |       | 58' Robert Pache 85' Rudolf Ramseyer | Motovelodromo, Bologna Toeschouwers: 25.000 Scheidsrechter: Heinrich Retschury (AUT) |

### 1923
|                                                                       |                                                                     |       |                       |                                                                                          |
| 1 januari Vriendschappelijk № 36 «onderlinge duels» 14:30 uur (UTC+1) | Italië                                                              | 3 – 1 | Duitsland             | Campo di viale Lombardia, Milaan Toeschouwers: 25.000 Scheidsrechter: Eugène Stutz (SUI) |
| 1 januari Vriendschappelijk № 36 «onderlinge duels» 14:30 uur (UTC+1) | Luigi Cevenini 79' Aristodemo Santamaria 85' Enrico Migliavacca 88' |       | 72' Leonhard Seiderer | Campo di viale Lombardia, Milaan Toeschouwers: 25.000 Scheidsrechter: Eugène Stutz (SUI) |

|                                                                   |        |       |           |                                                                                |
| 4 mei Vriendschappelijk № 37 «onderlinge duels» 15:00 uur (UTC+1) | Italië | 0 – 0 | Hongarije | Stadio Comunale, Genua Toeschouwers: 20.000 Scheidsrechter: John Forster (SUI) |
| 4 mei Vriendschappelijk № 37 «onderlinge duels» 15:00 uur (UTC+1) |        |       |           | Stadio Comunale, Genua Toeschouwers: 20.000 Scheidsrechter: John Forster (SUI) |

|                                                                      |            |       |        |                                                                                 |
| 15 april Vriendschappelijk № 38 «onderlinge duels» 16:30 uur (UTC+1) | Oostenrijk | 0 – 0 | Italië | Hohe Wartestadion, Wenen Toeschouwers: 70.400 Scheidsrechter: Willem Boas (NED) |
| 15 april Vriendschappelijk № 38 «onderlinge duels» 16:30 uur (UTC+1) |            |       |        | Hohe Wartestadion, Wenen Toeschouwers: 70.400 Scheidsrechter: Willem Boas (NED) |

|                                                                    |                                                                 |       |                         |                                                                                       |
| 27 mei Vriendschappelijk № 39 «onderlinge duels» 18:00 uur (UTC+1) | Tsjecho-Slowakije                                               | 5 – 1 | Italië                  | Letenský Stadion, Praag Toeschouwers: 25.000 Scheidsrechter: Heinrich Retschury (AUT) |
| 27 mei Vriendschappelijk № 39 «onderlinge duels» 18:00 uur (UTC+1) | Josef Sedláček 18', 32', 41' Jan Dvořáček 44' Karel Koželuh 80' |       | 52' Giovanni Moscardini | Letenský Stadion, Praag Toeschouwers: 25.000 Scheidsrechter: Heinrich Retschury (AUT) |

### 1924
|                                                                        |        |                                                                 |            |                                                                                   |
| 20 januari Vriendschappelijk № 40 «onderlinge duels» 15:00 uur (UTC+1) | Italië | 0 – 4                                                           | Oostenrijk | Stadio Comunale, Genua Toeschouwers: 17.000 Scheidsrechter: Charles Barette (BEL) |
| 20 januari Vriendschappelijk № 40 «onderlinge duels» 15:00 uur (UTC+1) |        | 38' (pen.) Gustav Wieser 42' Ferdinand Swatosch 75' Karl Jiszda |            | Stadio Comunale, Genua Toeschouwers: 17.000 Scheidsrechter: Charles Barette (BEL) |

|                                                                     |        |       |        |                                                                                              |
| 9 maart Vriendschappelijk № 41 «onderlinge duels» 15:00 uur (UTC+1) | Italië | 0 – 0 | Spanje | Campo di viale Lombardia, Milaan Toeschouwers: 20.000 Scheidsrechter: Henri Christophe (BEL) |
| 9 maart Vriendschappelijk № 41 «onderlinge duels» 15:00 uur (UTC+1) |        |       |        | Campo di viale Lombardia, Milaan Toeschouwers: 20.000 Scheidsrechter: Henri Christophe (BEL) |

|                                                                     |                                                                                                  |       |                    |                                                                                           |
| 6 april Vriendschappelijk № 42 «onderlinge duels» 16:30 uur (UTC+1) | Hongarije                                                                                        | 7 – 1 | Italië             | Hungária Körúti Stadion, Boedapest Toeschouwers: 35.000 Scheidsrechter: Max Seemann (AUT) |
| 6 april Vriendschappelijk № 42 «onderlinge duels» 16:30 uur (UTC+1) | József Braun 17', 42' (pen.) József Eisenhoffer 49' György Molnár 59', 60', 69' Zoltán Opata 70' |       | 76' Luigi Cevenini | Hungária Körúti Stadion, Boedapest Toeschouwers: 35.000 Scheidsrechter: Max Seemann (AUT) |

| Olympische Spelen 1924 |
| ---------------------- |

|                                                                                 |                          |       |        |                                                                                                |
| 25 mei Olympische Spelen Eerste ronde № 43 «onderlinge duels» 15:30 uur (UTC+1) | Italië                   | 1 – 0 | Spanje | Stade Olympique de Colombes, Colombes Toeschouwers: 18.991 Scheidsrechter: Marcel Slawik (FRA) |
| 25 mei Olympische Spelen Eerste ronde № 43 «onderlinge duels» 15:30 uur (UTC+1) | Pedro Vallana 84' (e.d.) |       |        | Stade Olympique de Colombes, Colombes Toeschouwers: 18.991 Scheidsrechter: Marcel Slawik (FRA) |

|                                                                                   |                                                |       |           |                                                                                    |
| 29 mei Olympische Spelen Achtste finale № 44 «onderlinge duels» 16:00 uur (UTC+1) | Italië                                         | 2 – 0 | Luxemburg | Stade Pershing, Parijs Toeschouwers: 4.254 Scheidsrechter: Olivier de Ricard (FRA) |
| 29 mei Olympische Spelen Achtste finale № 44 «onderlinge duels» 16:00 uur (UTC+1) | Adolfo Baloncieri 20' Giuseppe Della Valle 38' |       |           | Stade Pershing, Parijs Toeschouwers: 4.254 Scheidsrechter: Olivier de Ricard (FRA) |

|                                                                                |                          |       |                                         |                                                                              |
| 2 juni Olympische Spelen Kwartfinale № 45 «onderlinge duels» 18:00 uur (UTC+1) | Italië                   | 1 – 2 | Zwitserland                             | Stade Bergeyre, Parijs Toeschouwers: 8.359 Scheidsrechter: Job Mutters (NED) |
| 2 juni Olympische Spelen Kwartfinale № 45 «onderlinge duels» 18:00 uur (UTC+1) | Giuseppe Della Valle 52' |       | 46' Paolo Sturzenegger 60' Max Abegglen | Stade Bergeyre, Parijs Toeschouwers: 8.359 Scheidsrechter: Job Mutters (NED) |

|  |  |  |  |  |  |  |  |  |

|                                                                         |                         |       |                               |                                                                                         |
| 16 november Vriendschappelijk № 46 «onderlinge duels» 14:30 uur (UTC+1) | Italië                  | 2 – 2 | Zweden                        | Campo di viale Lombardia, Milaan Toeschouwers: 25.000 Scheidsrechter: Imre Vértes (HUN) |
| 16 november Vriendschappelijk № 46 «onderlinge duels» 14:30 uur (UTC+1) | Mario Magnozzi 12', 54' |       | 2' Per Kaufeldt 32' Otto Malm | Campo di viale Lombardia, Milaan Toeschouwers: 25.000 Scheidsrechter: Imre Vértes (HUN) |

|                                                                         |           |                   |        |                                                                                      |
| 23 november Vriendschappelijk № 47 «onderlinge duels» 14:00 uur (UTC+1) | Duitsland | 0 – 1             | Italië | Wedaustadion, Duisburg Toeschouwers: 40.000 Scheidsrechter: Theo van Zwieteren (NED) |
| 23 november Vriendschappelijk № 47 «onderlinge duels» 14:00 uur (UTC+1) |           | 56' Antonio Janni |        | Wedaustadion, Duisburg Toeschouwers: 40.000 Scheidsrechter: Theo van Zwieteren (NED) |

### 1925
|                                                                        |                    |       |                                   |                                                                                           |
| 18 januari Vriendschappelijk № 48 «onderlinge duels» 14:30 uur (UTC+1) | Italië             | 1 – 2 | Hongarije                         | Campo di viale Lombardia, Milaan Toeschouwers: 18.000 Scheidsrechter: Marcel Slawik (FRA) |
| 18 januari Vriendschappelijk № 48 «onderlinge duels» 14:30 uur (UTC+1) | Leopoldo Conti 17' |       | 27' Illés Spitz 76' József Takács | Campo di viale Lombardia, Milaan Toeschouwers: 18.000 Scheidsrechter: Marcel Slawik (FRA) |

|                                                                      | |       |           |                                                                                                 |
| 22 maart Vriendschappelijk № 49 «onderlinge duels» 14:30 uur (UTC+1) | Italië                                                                                               | 7 – 0 | Frankrijk | Stadio di Corso Marsiglia, Turijn Toeschouwers: 15.000 Scheidsrechter: Heinrich Retschury (AUT) |
| 22 maart Vriendschappelijk № 49 «onderlinge duels» 14:30 uur (UTC+1) | Leopoldo Conti 4' Adolfo Baloncieri 47', 59' Virgilio Levratto 52', 88' Giovanni Moscardini 65', 78' |       |           | Stadio di Corso Marsiglia, Turijn Toeschouwers: 15.000 Scheidsrechter: Heinrich Retschury (AUT) |

|                                                                   |                    |       |        |                                                                                       |
| 14 juni Vriendschappelijk № 50 «onderlinge duels» 17:30 uur (UTC) | Spanje             | 1 – 0 | Italië | Estadio Mestalla, Valencia Toeschouwers: 20.000 Scheidsrechter: Harry Kingscott (ENG) |
| 14 juni Vriendschappelijk № 50 «onderlinge duels» 17:30 uur (UTC) | Juan Errazquín 25' |       |        | Estadio Mestalla, Valencia Toeschouwers: 20.000 Scheidsrechter: Harry Kingscott (ENG) |

|                                                                   |               |       |        |                                                                                            |
| 18 juni Vriendschappelijk № 51 «onderlinge duels» 18:30 uur (UTC) | Portugal      | 1 – 0 | Italië | Estádio do Lumiar, Lissabon Toeschouwers: 15.000 Scheidsrechter: Georges Theuerkauff (BEL) |
| 18 juni Vriendschappelijk № 51 «onderlinge duels» 18:30 uur (UTC) | João Maia 39' |       |        | Estádio do Lumiar, Lissabon Toeschouwers: 15.000 Scheidsrechter: Georges Theuerkauff (BEL) |

|                                                                        |                                         |       |                  |                                                                                     |
| 4 november Vriendschappelijk № 52 «onderlinge duels» 14:30 uur (UTC+1) | Italië                                  | 2 – 1 | Joegoslavië      | Stadio Silvio Appiani, Padua Toeschouwers: 10.000 Scheidsrechter: Eugen Braun (AUT) |
| 4 november Vriendschappelijk № 52 «onderlinge duels» 14:30 uur (UTC+1) | Angelo Schiavio 33' Angelo Schiavio 44' |       | 29' Ljubo Benčić | Stadio Silvio Appiani, Padua Toeschouwers: 10.000 Scheidsrechter: Eugen Braun (AUT) |

|                                                                        |                          |       |                          |                                                                              |
| 8 november Vriendschappelijk № 53 «onderlinge duels» 14:30 uur (UTC+1) | Hongarije                | 1 – 1 | Italië                   | Üllői út, Boedapest Toeschouwers: 20.000 Scheidsrechter: Marcel Slawik (FRA) |
| 8 november Vriendschappelijk № 53 «onderlinge duels» 14:30 uur (UTC+1) | György Molnár 76' (pen.) |       | 21' Giuseppe Della Valle | Üllői út, Boedapest Toeschouwers: 20.000 Scheidsrechter: Marcel Slawik (FRA) |

### 1926
|                                                                        |                                                                |       |                     |                                                                                   |
| 17 januari Vriendschappelijk № 54 «onderlinge duels» 15:00 uur (UTC+1) | Italië                                                         | 3 – 1 | Tsjecho-Slowakije   | Motovelodromo, Turijn Toeschouwers: 18.000 Scheidsrechter: Mihály Iváncsics (HUN) |
| 17 januari Vriendschappelijk № 54 «onderlinge duels» 15:00 uur (UTC+1) | Giuseppe Della Valle 16' Leopoldo Conti 77' Mario Magnozzi 89' |       | 23' Antonín Křišťál | Motovelodromo, Turijn Toeschouwers: 18.000 Scheidsrechter: Mihály Iváncsics (HUN) |

|                                                                      |                                                                |       |                 |                                                                                         |
| 21 maart Vriendschappelijk № 55 «onderlinge duels» 15:30 uur (UTC+1) | Italië                                                         | 3 – 0 | Ierse Vrijstaat | Stadio di Corso Marsiglia, Turijn Toeschouwers: 12.000 Scheidsrechter: Paul Ruoff (SUI) |
| 21 maart Vriendschappelijk № 55 «onderlinge duels» 15:30 uur (UTC+1) | Adolfo Baloncieri 13' Mario Magnozzi 36' Fulvio Bernardini 44' |       |                 | Stadio di Corso Marsiglia, Turijn Toeschouwers: 12.000 Scheidsrechter: Paul Ruoff (SUI) |

|                                                                      |                      |       |                   |                                                                                |
| 18 april Vriendschappelijk № 56 «onderlinge duels» 15:00 uur (UTC+1) | Zwitserland          | 1 – 1 | Italië            | Letzigrund, Zürich Toeschouwers: 20.000 Scheidsrechter: Mihály Iváncsics (HUN) |
| 18 april Vriendschappelijk № 56 «onderlinge duels» 15:00 uur (UTC+1) | Karl Ehrenbolger 19' |       | 8' Mario Magnozzi | Letzigrund, Zürich Toeschouwers: 20.000 Scheidsrechter: Mihály Iváncsics (HUN) |

|                                                                   |                                                                 |       |                                      |                                                                                   |
| 9 mei Vriendschappelijk № 57 «onderlinge duels» 15:30 uur (UTC+1) | Italië                                                          | 3 – 2 | Zwitserland                          | Arena Civica, Milaan Toeschouwers: 25.000 Scheidsrechter: Albert Prince-Cox (ENG) |
| 9 mei Vriendschappelijk № 57 «onderlinge duels» 15:30 uur (UTC+1) | Giuseppe Della Valle 11' Angelo Schiavio 17' Giuseppe Della 38' |       | 49' Paolo Sturzenegger 57' Max Brand | Arena Civica, Milaan Toeschouwers: 25.000 Scheidsrechter: Albert Prince-Cox (ENG) |

|                                                                     |                                                                                        |       |                                                                |                                                                                       |
| 18 juli Vriendschappelijk № 58 «onderlinge duels» 14:00 uur (UTC+1) | Italië                                                                                 | 5 – 3 | Zweden                                                         | Olympisch Stadion, Stockholm Toeschouwers: 12.000 Scheidsrechter: Sophus Hansen (DEN) |
| 18 juli Vriendschappelijk № 58 «onderlinge duels» 14:00 uur (UTC+1) | Gunnar Rydberg 2' Karl Erik Holmberg 5' Knut Kroon 21' Filip Johansson 64', 89' (pen.) |       | 32' Virgilio Levratto 76' Luigi Cevenini 85' Virgilio Levratto | Olympisch Stadion, Stockholm Toeschouwers: 12.000 Scheidsrechter: Sophus Hansen (DEN) |

|                                                                        |                                     |       |                       |                                                                              |
| 28 oktober Vriendschappelijk № 59 «onderlinge duels» 15:00 uur (UTC+1) | Tsjecho-Slowakije                   | 3 – 1 | Italië                | Stadion Slavii, Praag Toeschouwers: 20.000 Scheidsrechter: Ferenc Gerő (HUN) |
| 28 oktober Vriendschappelijk № 59 «onderlinge duels» 15:00 uur (UTC+1) | Antonín Puč 7' Josef Čapek 36', 52' |       | 18' Virgilio Levratto | Stadion Slavii, Praag Toeschouwers: 20.000 Scheidsrechter: Ferenc Gerő (HUN) |

### 1927
|                                                                        |                   |       | |                                                                                      |
| 30 januari Vriendschappelijk № 60 «onderlinge duels» 15:00 uur (UTC+1) | Zwitserland       | 1 – 5 | Italië                                                                                                  | Parc des Sports, Genève Toeschouwers: 15.000 Scheidsrechter: Albert Prince-Cox (ENG) |
| 30 januari Vriendschappelijk № 60 «onderlinge duels» 15:00 uur (UTC+1) | Walter Weiler 37' |       | 16' Adolfo Baloncieri 18' Julio Libonatti 34' Adolfo Baloncieri 40' Gino Rossetti 65' Adolfo Baloncieri | Parc des Sports, Genève Toeschouwers: 15.000 Scheidsrechter: Albert Prince-Cox (ENG) |

|                                                                         |                                           |       |                                 |                                                                         |
| 20 februari Vriendschappelijk № 61 «onderlinge duels» 15:00 uur (UTC+1) | Italië                                    | 2 – 2 | Tsjecho-Slowakije               | San Siro, Milaan Toeschouwers: 28.000 Scheidsrechter: Eugen Braun (AUT) |
| 20 februari Vriendschappelijk № 61 «onderlinge duels» 15:00 uur (UTC+1) | Julio Libonatti 31' Adolfo Baloncieri 70' |       | 17' Antonín Puč 39' Josef Silný | San Siro, Milaan Toeschouwers: 28.000 Scheidsrechter: Eugen Braun (AUT) |

|                                                                      |                                                  |       |                        |                                                                                      |
| 17 april Vriendschappelijk № 62 «onderlinge duels» 15:00 uur (UTC+1) | Italië                                           | 3 – 1 | Portugal               | Stadio Filadelfia, Turijn Toeschouwers: 6.000 Scheidsrechter: František Cejnar (TCH) |
| 17 april Vriendschappelijk № 62 «onderlinge duels» 15:00 uur (UTC+1) | Virgilio Levratto 20', 70' Adolfo Baloncieri 48' |       | 82' Octávio Cambalacho | Stadio Filadelfia, Turijn Toeschouwers: 6.000 Scheidsrechter: František Cejnar (TCH) |

|                                                                      |                                             |       |                                             | |
| 24 april Vriendschappelijk № 63 «onderlinge duels» 15:00 uur (UTC+1) | Frankrijk                                   | 3 – 3 | Italië                                      | Stade Olympique de Colombes, Colombes Toeschouwers: 35.000 Scheidsrechter: Albert Prince-Cox (ENG) |
| 24 april Vriendschappelijk № 63 «onderlinge duels» 15:00 uur (UTC+1) | Georges Taisne 16', 52' Julien Sotiault 89' |       | 29', 36' Julio Libonatti 75' Leopoldo Conti | Stade Olympique de Colombes, Colombes Toeschouwers: 35.000 Scheidsrechter: Albert Prince-Cox (ENG) |

|                                                                    |                                                |       |        |                                                                                  |
| 29 mei Vriendschappelijk № 64 «onderlinge duels» 16:15 uur (UTC+1) | Italië                                         | 2 – 0 | Spanje | Stadio Littoriale, Bologna Toeschouwers: .000 Scheidsrechter: Stanley Rous (ENG) |
| 29 mei Vriendschappelijk № 64 «onderlinge duels» 16:15 uur (UTC+1) | Adolfo Baloncieri 31' Pachuco Prats 52' (e.d.) |       |        | Stadio Littoriale, Bologna Toeschouwers: .000 Scheidsrechter: Stanley Rous (ENG) |

| |                         |       |                    |                                                                               |
| 23 oktober Centraal-Europese Internationale Beker 1927-1930 № 65 «onderlinge duels» 15:00 uur (UTC+1) | Tsjecho-Slowakije       | 2 – 2 | Italië             | Stadion Letná, Praag Toeschouwers: 12.000 Scheidsrechter: John Langenus (BEL) |
| 23 oktober Centraal-Europese Internationale Beker 1927-1930 № 65 «onderlinge duels» 15:00 uur (UTC+1) | Svoboda 32', 51' (pen.) |       | 28', 79' Libonatti | Stadion Letná, Praag Toeschouwers: 12.000 Scheidsrechter: John Langenus (BEL) |

| |        |           |            |                                                                                        |
| 6 november Centraal-Europese Internationale Beker 1927-1930 № 66 «onderlinge duels» 14:30 uur (UTC+1) | Italië | 0 – 1     | Oostenrijk | Stadio Littorale, Bologna Toeschouwers: 30.000 Scheidsrechter: Albert Prince-Cox (ENG) |
| 6 november Centraal-Europese Internationale Beker 1927-1930 № 66 «onderlinge duels» 14:30 uur (UTC+1) |        | 44' Runge |            | Stadio Littorale, Bologna Toeschouwers: 30.000 Scheidsrechter: Albert Prince-Cox (ENG) |

### 1928
| |                                                            |       |                                   |                                                                                      |
| 1 januari Centraal-Europese Internationale Beker 1927-1930 № 67 «onderlinge duels» 14:30 uur (UTC+1) | Italië                                                     | 3 – 2 | Zwitserland                       | Stadio Luigi Ferraris, Genua Toeschouwers: 28.000 Scheidsrechter: Stanley Rous (ENG) |
| 1 januari Centraal-Europese Internationale Beker 1927-1930 № 67 «onderlinge duels» 14:30 uur (UTC+1) | Julio Libonatti 10' Julio Libonatti 58' Mario Magnozzi 68' |       | 38' Max Abegglen 60' Max Abegglen | Stadio Luigi Ferraris, Genua Toeschouwers: 28.000 Scheidsrechter: Stanley Rous (ENG) |

| |                                           |       |                                 |                                                                                    |
| 25 maart Centraal-Europese Internationale Beker 1927-1930 № 68 «onderlinge duels» 15:00 uur (UTC+1) | Italië                                    | 4 – 3 | Hongarije                       | Stadio Nazionale PNF, Rome Toeschouwers: 25.000 Scheidsrechter: Peco Bauwens (GER) |
| 25 maart Centraal-Europese Internationale Beker 1927-1930 № 68 «onderlinge duels» 15:00 uur (UTC+1) | Conti 48', 75' Rossetti 58' Libonatti 85' |       | 13' Kohut 44' Hirzer 77' Takács | Stadio Nazionale PNF, Rome Toeschouwers: 25.000 Scheidsrechter: Peco Bauwens (GER) |

|                                                                    |                                             |       |                     |                                                                                   |
| 15 april Vriendschappelijk № 69 «onderlinge duels» 15:30 uur (UTC) | Portugal                                    | 4 – 1 | Italië              | Campo do Ameal, Porto Toeschouwers: 15.000 Scheidsrechter: Henri Christophe (BEL) |
| 15 april Vriendschappelijk № 69 «onderlinge duels» 15:30 uur (UTC) | Valdemar Mota 20', 27', 77' Vítor Silva 57' |       | 38' Julio Libonatti | Campo do Ameal, Porto Toeschouwers: 15.000 Scheidsrechter: Henri Christophe (BEL) |

|                                                                      |                   |       |                     |                                                                          |
| 22 april Vriendschappelijk № 70 «onderlinge duels» 16:30 uur (UTC+1) | Spanje            | 1 – 1 | Italië              | El Molinón, Gijón Toeschouwers: 20.000 Scheidsrechter: René Mercet (SUI) |
| 22 april Vriendschappelijk № 70 «onderlinge duels» 16:30 uur (UTC+1) | Félix Quesada 15' |       | 66' Julio Libonatti | El Molinón, Gijón Toeschouwers: 20.000 Scheidsrechter: René Mercet (SUI) |

| Olympische Spelen 1928 |
| ---------------------- |

|                                                                                      |                                                        |       |                                                                                  |                                                                                         |
| 29 mei Olympische Spelen Achtste finale № 71 «onderlinge duels» 14:00 uur (UTC+1:20) | Frankrijk                                              | 3 – 4 | Italië                                                                           | Olympisch Stadion, Amsterdam Toeschouwers: 2.509 Scheidsrechter: Henri Christophe (BEL) |
| 29 mei Olympische Spelen Achtste finale № 71 «onderlinge duels» 14:00 uur (UTC+1:20) | Juste Brouzes 15' Juste Brouzes 17' Robert Dauphin 61' |       | 19' Gino Rossetti 39' Virgilio Levratto 43' Elvio Banchero 60' Adolfo Baloncieri | Olympisch Stadion, Amsterdam Toeschouwers: 2.509 Scheidsrechter: Henri Christophe (BEL) |

|                                                                                   |                       |              |                    |                                                                                         |
| 1 juni Olympische Spelen Kwartfinale № 72 «onderlinge duels» 19:00 uur (UTC+0:20) | Italië                | 1 – 1 (n.v.) | Spanje             | Olympisch Stadion, Amsterdam Toeschouwers: 3.388 Scheidsrechter: Domingo Lombardi (URU) |
| 1 juni Olympische Spelen Kwartfinale № 72 «onderlinge duels» 19:00 uur (UTC+0:20) | Adolfo Baloncieri 63' |              | 11' Domingo Zaldúa | Olympisch Stadion, Amsterdam Toeschouwers: 3.388 Scheidsrechter: Domingo Lombardi (URU) |

|                                                                                            | |       |                      |                                                                                     |
| 4 juni Olympische Spelen Kwartfinale (replay) № 73 «onderlinge duels» 14:00 uur (UTC+0:20) | Italië | 7 – 1 | Spanje               | Olympisch Stadion, Amsterdam Toeschouwers: 4.770 Scheidsrechter: Hans Boekman (NED) |
| 4 juni Olympische Spelen Kwartfinale (replay) № 73 «onderlinge duels» 14:00 uur (UTC+0:20) | Mario Magnozzi 14' Angelo Schiavio 15' Adolfo Baloncieri 18' Fulvio Bernardini 40' Enrico Rivolta 72' Virgilio Levratto 76', 77' |       | 47' José María Yermo | Olympisch Stadion, Amsterdam Toeschouwers: 4.770 Scheidsrechter: Hans Boekman (NED) |

|                                                                                    |                                 |       |                                            |                                                                                        |
| 7 juni Olympische Spelen Halve finale № 74 «onderlinge duels» 19:00 uur (UTC+0:20) | Uruguay                         | 3 – 2 | Italië                                     | Olympisch Stadion, Amsterdam Toeschouwers: 15.230 Scheidsrechter: Willem Eijmers (NED) |
| 7 juni Olympische Spelen Halve finale № 74 «onderlinge duels» 19:00 uur (UTC+0:20) | Cea 17' Campolo 28' Scarone 31' |       | 9' Adolfo Baloncieri 60' Virgilio Levratto | Olympisch Stadion, Amsterdam Toeschouwers: 15.230 Scheidsrechter: Willem Eijmers (NED) |

|                                                                                      |                           |        | |                                                                                      |
| 9 juni Olympische Spelen Bronzen finale № 75 «onderlinge duels» 16:00 uur (UTC+0:20) | Egypte                    | 3 – 11 | Italië | Olympisch Stadion, Amsterdam Toeschouwers: 6.378 Scheidsrechter: John Langenus (BEL) |
| 9 juni Olympische Spelen Bronzen finale № 75 «onderlinge duels» 16:00 uur (UTC+0:20) | Riad 12', 16' El-Ezam 60' |        | 6', 42', 58' Angelo Schiavio 14', 52' Adolfo Baloncieri 19', 39', 44' Elvio Banchero 72', 80', 88' Mario Magnozzi | Olympisch Stadion, Amsterdam Toeschouwers: 6.378 Scheidsrechter: John Langenus (BEL) |

|  |  |  |  |  |  |  |  |  |

|                                                                                                   |                                |       |                                                           |                                                                                      |
| 14 oktober Centraal-Europese Internationale Beker 1927-1930 № 76 «onderlinge duels» 15:00 (UTC+1) | Zwitserland                    | 2 – 3 | Italië                                                    | Sportplatz Förrlibuck, Zürich Toeschouwers: 20.000 Scheidsrechter: Eugen Braun (AUT) |
| 14 oktober Centraal-Europese Internationale Beker 1927-1930 № 76 «onderlinge duels» 15:00 (UTC+1) | Max Abegglen 2' Rene Grimm 85' |       | 17' Gino Rossetti 30' Gino Rossetti 80' Adolfo Baloncieri | Sportplatz Förrlibuck, Zürich Toeschouwers: 20.000 Scheidsrechter: Eugen Braun (AUT) |

|                                                                         |                         |       |                                  |                                                                                     |
| 11 november Vriendschappelijk № 77 «onderlinge duels» 15:00 uur (UTC+1) | Italië                  | 2 – 2 | Oostenrijk                       | Stadio Nazionale PNF, Rome Toeschouwers: 28.000 Scheidsrechter: John Langenus (BEL) |
| 11 november Vriendschappelijk № 77 «onderlinge duels» 15:00 uur (UTC+1) | Leopoldo Conti 18' (44) |       | 11' Franz Runge 39' Hans Tandler | Stadio Nazionale PNF, Rome Toeschouwers: 28.000 Scheidsrechter: John Langenus (BEL) |

|                                                                        |                                                       |       |                  |                                                                         |
| 2 december Vriendschappelijk № 78 «onderlinge duels» 14:30 uur (UTC+1) | Italië                                                | 3 – 2 | Nederland        | San Siro, Milaan Toeschouwers: 19.000 Scheidsrechter: Eugen Braun (AUT) |
| 2 december Vriendschappelijk № 78 «onderlinge duels» 14:30 uur (UTC+1) | Julio Libonatti 26', 48' Adolfo Baloncieri 82' (pen.) |       | 20', 35' Wim Tap | San Siro, Milaan Toeschouwers: 19.000 Scheidsrechter: Eugen Braun (AUT) |

### 1929
|                                                                     |                                                 |       |                                       |                                                                                        |
| 3 maart Vriendschappelijk № 79 «onderlinge duels» 15:00 uur (UTC+1) | Italië                                          | 4 – 2 | Tsjecho-Slowakije                     | Stadio Littoriale, Bologna Toeschouwers: 35.000 Scheidsrechter: Henri Christophe (BEL) |
| 3 maart Vriendschappelijk № 79 «onderlinge duels» 15:00 uur (UTC+1) | Gino Rossetti 26', 61', 80' Julio Libonatti 33' |       | 18' Josef Silný 40' František Svoboda | Stadio Littoriale, Bologna Toeschouwers: 35.000 Scheidsrechter: Henri Christophe (BEL) |

|                                                                     |                                           |       |        |                                                                                |
| 7 april Vriendschappelijk № 80 «onderlinge duels» 16:30 uur (UTC+1) | Oostenrijk                                | 3 – 0 | Italië | Hohe Warte, Wenen Toeschouwers: 49.000 Scheidsrechter: Albert Prince-Cox (ENG) |
| 7 april Vriendschappelijk № 80 «onderlinge duels» 16:30 uur (UTC+1) | Johann Horvath 19', 38' Franz Weselik 23' |       |        | Hohe Warte, Wenen Toeschouwers: 49.000 Scheidsrechter: Albert Prince-Cox (ENG) |

|                                                                      |                  |       |                                    |                                                                                        |
| 28 april Vriendschappelijk № 81 «onderlinge duels» 15:30 uur (UTC+1) | Italië           | 1 – 2 | Duitsland                          | Stadio Filadelfia, Turijn Toeschouwers: 30.000 Scheidsrechter: Harry Ernest Gray (ENG) |
| 28 april Vriendschappelijk № 81 «onderlinge duels» 15:30 uur (UTC+1) | Gino Rossetti 6' |       | 12' Josef Hornauer 80' Georg Frank | Stadio Filadelfia, Turijn Toeschouwers: 30.000 Scheidsrechter: Harry Ernest Gray (ENG) |

|                                                                        |                                                                                            |       |                 |                                                                         |
| 1 december Vriendschappelijk № 82 «onderlinge duels» 14:30 uur (UTC+1) | Italië                                                                                     | 6 – 1 | Portugal        | San Siro, Milaan Toeschouwers: 25.000 Scheidsrechter: Louis Baert (BEL) |
| 1 december Vriendschappelijk № 82 «onderlinge duels» 14:30 uur (UTC+1) | Marcello Mihalic 6', 88' Raimundo Orsi 36', 37' Adolfo Baloncieri 51' Attila Sallustro 77' |       | 29' Vítor Silva | San Siro, Milaan Toeschouwers: 25.000 Scheidsrechter: Louis Baert (BEL) |

België · Bulgarije · Denemarken · Duitsland · Engeland · Estland · Finland · Frankrijk · Griekenland · Hongarije · Ierland · Italië · Joegoslavië · Letland · Litouwen · Luxemburg · Nederland · Noord-Ierland · Noorwegen · Oostenrijk · Polen · Portugal · Roemenië · Schotland · Sovjet-Unie · Spanje · Tsjecho-Slowakije · Turkije · Wales · Zweden · Zwitserland
FIGC · A-internationals · Selecties · Bondscoaches · Italiaans vrouwenelftal · Olympisch elftal · Italië U21 · Italië U20 · Italië U19 · Italië U18 · Italië U17 · Italië U16 · Vrouwen U17
1910 – 1919 ·
1920 – 1929 ·
1930 – 1939 ·
1940 – 1949 ·
1950 – 1959 ·
1960 – 1969 ·
1970 – 1979 ·
1980 – 1989 ·
1990 – 1999 ·
2000 – 2009 ·
2010 – 2019 ·
2020 − 2029
EK's: 1968 · 
1980 · 
1988 · 
1996 · 
2000 · 
2004 · 
2008 · 
2012 · 
2016 ·
2020 ·
2024
WK's: 1934 · 
1938 · 
1950 · 
1954 · 
1962 · 
1966 · 
1970 · 
1974 · 
1978 · 
1982 · 
1986 · 
1990 · 
1994 · 
1998 · 
2002 · 
2006 · 
2010 · 
2014
OS: 1912 · 
1920 · 
1924 · 
1928 · 
1936 · 
1948 · 
1952 · 
1960 · 
1984 · 
1988 · 
1992 · 
1996 · 
2000 · 
2004 · 
2008
1911 · 
1912 · 
1913 · 
1914 · 
1915 · 
1916 · 1917 · 1918 · 1919 · 
1920 · 
1921 · 
1922 · 
1923 · 
1924 · 
1925 · 
1926 · 
1927 · 
1928 · 
1929 · 
1930 · 
1931 · 
1932 · 
1933 · 
1934 · 
1935 · 
1936 · 
1937 · 
1938 · 
1939 · 
1940 · 
1941 · 
1942 · 
1943 · 1944 · 
1945 · 
1946 · 
1947 · 
1948 · 
1949 · 
1950 · 
1952 · 
1952 · 
1953 · 
1954 · 
1955 · 
1956 · 
1957 · 
1958 · 
1959 · 
1960 · 
1961 · 
1962 · 
1963 · 
1964 · 
1965 · 
1966 · 
1967 · 
1968 · 
1969 · 
1970 · 
1971 · 
1972 · 
1973 · 
1974 · 
1975 · 
1976 · 
1977 · 
1978 · 
1979 · 
1980 · 
1981 · 
1982 · 
1983 · 
1984 · 
1985 · 
1986 · 
1987 · 
1988 · 
1989 · 
1990 ·
1991 · 
1992 · 
1993 · 
1994 · 
1995 · 
1996 · 
1997 · 
1998 · 
1999 · 
2000 · 
2001 · 
2002 · 
2003 · 
2004 · 
2005 · 
2006 · 
2007 · 
2008 · 
2009 · 
2010 · 
2011 · 
2012 · 
2013 · 
2014 · 
2015 · 
2016 · 
2017 ·
2018 ·
2019 ·
2020 ·
2021 ·
2022 ·
2023 ·
2024
Albanië ·
Algerije ·
Argentinië ·
Armenië ·
Australië ·
Azerbeidzjan ·
België ·
Bosnië en Herzegovina ·
Brazilië ·
Bulgarije ·
Canada ·
Chili ·
China ·
Costa Rica ·
Cyprus ·
DDR ·
Denemarken ·
Duitsland ·
Ecuador ·
Egypte ·
Engeland ·
Estland ·
Faeröer ·
Finland ·
Frankrijk ·
Georgië ·
Ghana ·
Griekenland ·
Haïti ·
Hongarije ·
Ierland ·
IJsland ·
Israël ·
Ivoorkust ·
Japan ·
Joegoslavië ·
Kameroen ·
Kroatië ·
Liechtenstein · 
Litouwen ·
Luxemburg ·
Malta ·
Marokko ·
Mexico ·
Moldavië ·
Montenegro ·
Nederland ·
Nieuw-Zeeland ·
Nigeria ·
Noord-Ierland ·
Noord-Korea ·
Noord-Macedonië ·
Noorwegen ·
Oekraïne ·
Oostenrijk ·
Paraguay ·
Peru ·
Polen ·
Portugal ·
Roemenië ·
Rusland ·
San Marino ·
Saoedi-Arabië ·
Schotland ·
Servië ·
Servië en Montenegro ·
Slovenië ·
Slowakije ·
Sovjet-Unie ·
Spanje ·
Tsjechië ·
Tsjecho-Slowakije ·
Tunesië ·
Turkije ·
Uruguay ·
Venezuela ·
Verenigde Staten ·
Wales ·
Wit-Rusland ·
Zuid-Afrika ·
Zuid-Korea ·
Zweden ·
Zwitserland
Argentinië (1982) · 
Australië (2006) · 
België (2016) · 
België (2021) · 
Brazilië (1970) · 
Brazilië (1982) · 
Brazilië (1994) · 
Costa Rica (2014) · 
Duitsland (2006) · 
Duitsland (2012) · 
Engeland (2012) ·
Engeland (2014) ·
Engeland (2021) ·
Frankrijk (2000) · 
Frankrijk (2006) · 
Frankrijk (2008) · 
Ghana (2006) · 
Hongarije (1938) · 
Ierland (2012) · 
Joegoslavië (1968) · 
Kameroen (1982) · 
Kroatië (2012) · 
Nederland (2008) · 
Nieuw-Zeeland (2010) · 
Oekraïne (2006) · 
Oostenrijk (2021) · 
Paraguay (2010) · 
Peru (1982) · 
Polen (1982, 1) · 
Polen (1982, 2) · 
Roemenië (2008) · 
Spanje (2008) ·
Spanje (2012, 1) ·
Spanje (2012, 2) ·
Spanje (2016) ·
Spanje (2021) ·
Tsjechië (2006) · 
Turkije (2021) · 
Uruguay (2014) · 
Verenigde Staten (2006) · 
Wales (2021) · 
West-Duitsland (1982) · 
Zweden (2016) · 
Zwitserland (2021)